# Kathleen McDermott
Kathleen McDermott, född 21 maj 1977 i Glasgow, är en skotsk skådespelerska.

## Filmografi
- 2002: Morvern Callar som Lanna
- 2002: Taggart (Series 19): "Blood Money" som Caroline Taylor
- 2003: Out of the Cold som en lärarinna
- 2004: Baldy McBain som en lärarinna
- 2004: Squaddie som Michelle
- 2005: Milk som Jennifer
- 2006: Nina's Heavenly Delights som Janice Shah
- 2007: Wedding Belles som Shaz
- 2007: Casualty: "Seize The Day" som Lowri Dart
- 2008: Dead Set som Pippa
- 2008: Rab C. Nesbitt: "Christmas Special" som Lorna Nesbitt
- 2009: Casualty: "Before A Fall" som Tanya
- 2009: Happy Hollidays som Debbi
- 2012: New Tricks som Charley

## Utmärkelser
- Bästa skådespelerska för ‘Milk’ - Palmares 2006, Festival d’Angers, Frankrike 2006
- Bästa skådespelerska, Bowmore Scottish Screen Award 2003
- Bästa skådespelerska, Scottish BAFTA New Talent Awards 2002
- Bästa skådespelerska, ‘Burns and That’ Film Festival 2002
- Bästa nykomling, Edinburgh Film Festival, Herald Angel 2002
- Nominerad till bästa brittiska nykomling, British Independent Film Awards 2002